# Opua nephodes
Az Opua nephodes a csontos halak (Osteichthyes) főosztályának a sugarasúszójú halak (Actinopterygii) osztályába, ezen belül a sügéralakúak (Perciformes) rendjébe, a gébfélék (Gobiidae) családjába és a Gobiinae alcsaládjába tartozó faj.
Nemének egyetlen faja.

## Előfordulása
Az Opua nephodes előfordulási területe a Csendes-óceán. A Marshall-szigeteknél és Hawaii környékén lelhető fel.

## Megjelenése
Ez a gébféle legfeljebb 4,4 centiméter hosszú. Hátúszóján 6-7 tüske, 8 sugár, míg farok alatti úszóján 1 tüske és 9 sugár van.

## Életmódja
Trópusi, tengeri halfaj, mely a korallzátonyok közelében él; 1-169 méteres mélységek között. A homokos és iszapos tengerfenéket kedveli.